# Lasioglossum aspilurum
Lasioglossum aspilurum är en biart som först beskrevs av Cockerell 1925.  Lasioglossum aspilurum ingår i släktet smalbin, och familjen vägbin. Inga underarter finns listade i Catalogue of Life.